# Liste der Naturschutzgebiete im Rhein-Kreis Neuss
Die Liste der Naturschutzgebiete im Rhein-Kreis Neuss enthält die Naturschutzgebiete des Landkreises Rhein-Kreis Neuss in Nordrhein-Westfalen.

## Liste
| Schlüsselnr. | Gemeinde          | Gebietsname                                       | Fläche in ha | Bild                                                       |
| ------------ | ----------------- | ------------------------------------------------- | ------------ | ---------------------------------------------------------- |
| NE-001       | Neuss             | Ölgangsinsel                                      | 59,0000      | weitere Bilder                                             |
| NE-002       | Meerbusch         | Ilvericher Altrheinschlinge                       | 308,1506     | weitere Bilder                                             |
| NE-003       | Dormagen          | Zonser Grind                                      | 329,9446     | weitere Bilder                                             |
| NE-004       | Dormagen          | Wahler Berg, Hannepützheide und Martinsee         | 87,2818      | weitere Bilder                                             |
| NE-005       | Neuss             | Uedesheimer Rheinbogen                            | 49,5400      | weitere Bilder                                             |
| NE-006       | Meerbusch         | Die Spey (NE)                                     | 42,4700      | weitere Bilder                                             |
| NE-007       | Meerbusch         | Die Buersbach                                     | 20,4412      | weitere Bilder                                             |
| NE-008       | Kaarst, Meerbusch | Der Meerbusch                                     | 50,5946      | weitere Bilder                                             |
| NE-009       | Korschenbroich    | Pferdebroich [sic!]                               | 34,9923      | weitere Bilder                                             |
| NE-010       | Korschenbroich    | Quarzitkuppe Liedberg                             | 18,7000      | weitere Bilder                                             |
| NE-011       | Grevenbroich      | An der schwarzen Brücke                           | 8,5000       | Altarm der Erft mit Altwasser und natürlichem Baumzerfall. |
| NE-013       | Dormagen          | Rheinaue Zons-Rheinfeld und Altrheinschlinge Zons | 154,8454     | weitere Bilder                                             |
| NE-014       | Dormagen, Neuss   | Waldnaturschutzgebiet Knechtsteden                | 746,8712     | weitere Bilder                                             |
| NE-015       | Dormagen          | Balgheimer See                                    | 97,8060      |                                                            |